# Подладанник жёлтый
Подладанник жёлтый (лат. Cytinus hypocistis) — вид паразитических растений, типовой вид рода Подладанник (лат. Cytinus). Иногда в этот вид включают подладанник красный (лат. Cytinus ruber) в качестве разновидности Cytinus hypocistus ssp. clusii.

## Ботаническое описание

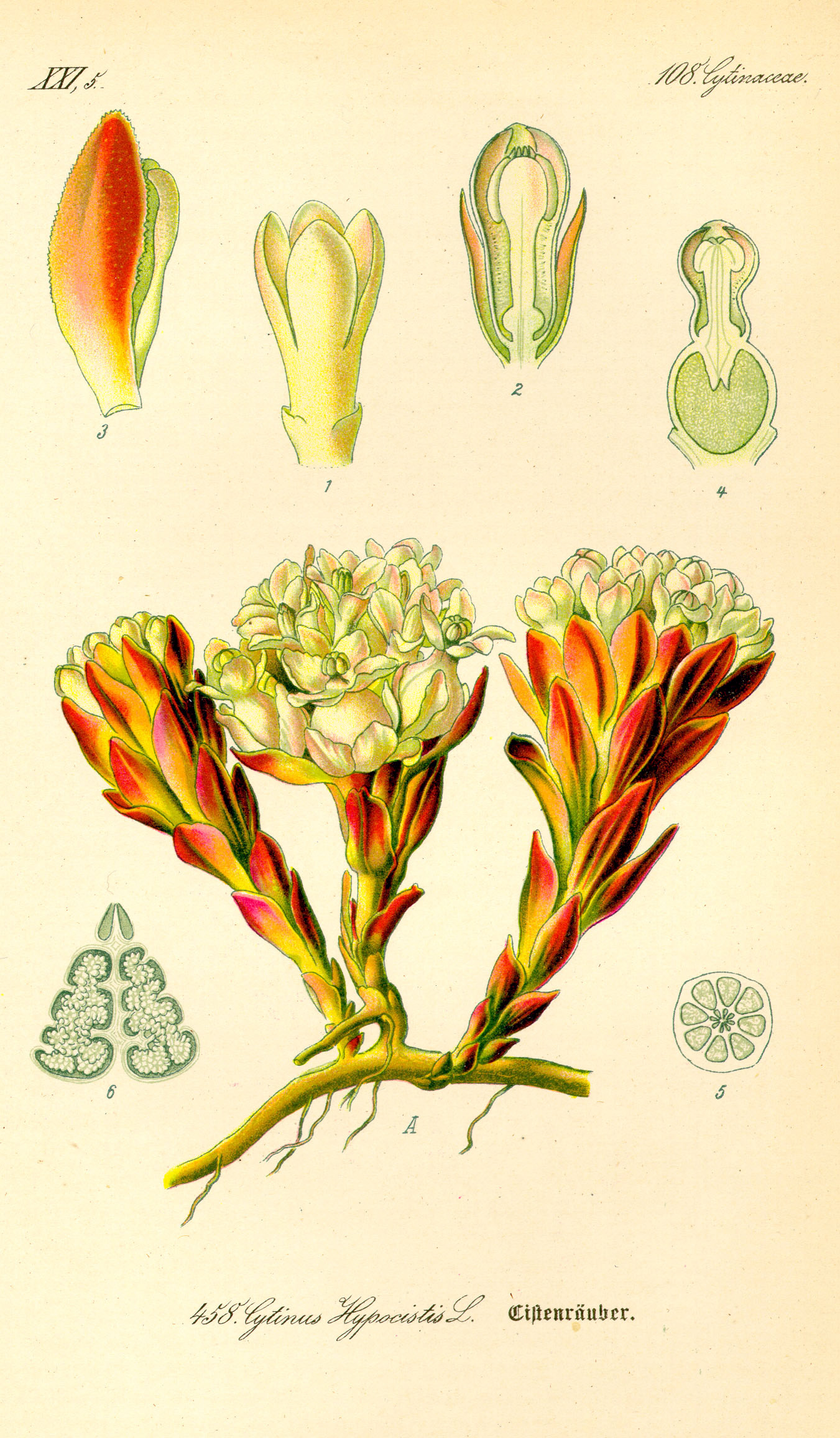

Листья лишены зелёной окраски из-за отсутствия в них хлорофилла и имеют ярко-красный цвет. Цветки жёлтого цвета. В центре растения находятся мужские цветки, а женские расположены по периферии. В цветках пять лепестков. После отцветания образуется плод — ягода. Плоды содержат множество крошечных семян, каждое до 0,2 мм длиной. Семена распространяются жуками. 

## Фотогалерея

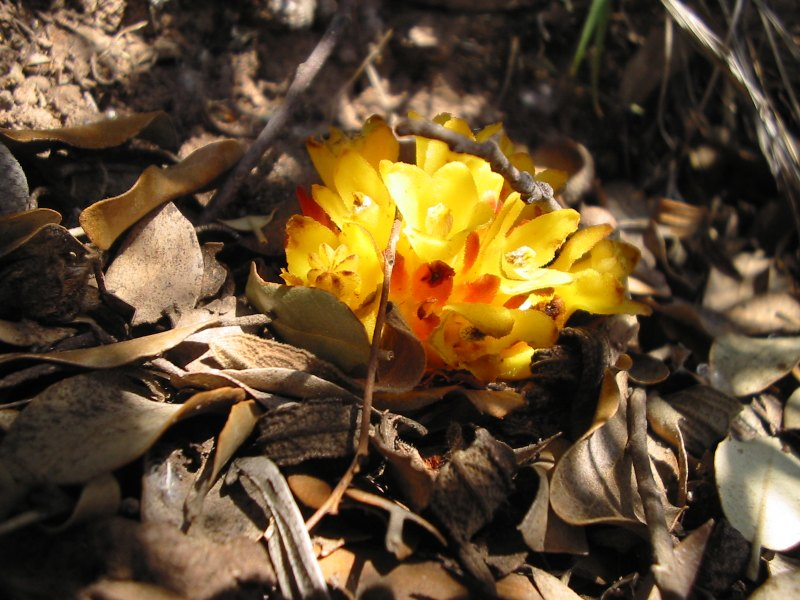
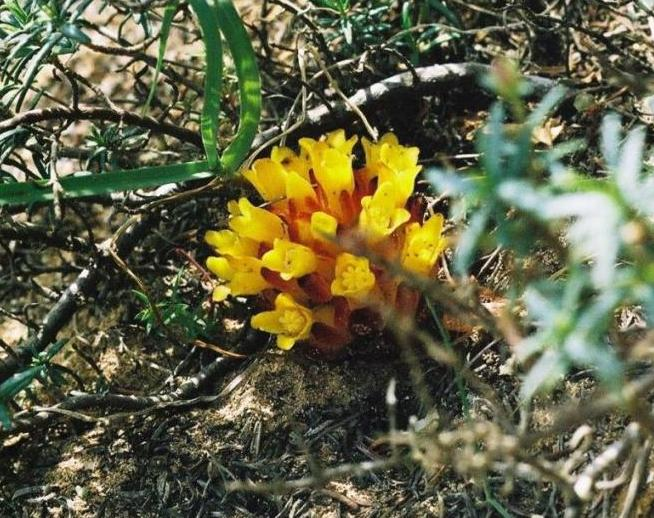